# 姚鵬 (正德進士)
姚鹏（1475年—？年），字九霄，號龍川，浙江绍兴府會稽縣人，竈籍。

## 生平
治《詩經》，由國子生中式弘治十七年（1504年）浙江鄉試第五十八名舉人，年三十四歲中式正德三年（1508年）戊辰科會試第九十一名，第二甲第三十九名進士。初授刑部主事，升员外郎，正德十一年（1516年）三月升广西按察司佥事。十六年以平广西古田县蛮贼功，升副使，嘉靖元年（1522年）七月广西巡按御史张钺弹劾副使姚鹏赃罪，诏革职为民，仍逮问如律。

## 家族
曾祖姚季昌。祖姚肅。父姚鑑。母吴氏。具庆下，兄鳳、弟鸿、鵷。